# هریر ساز

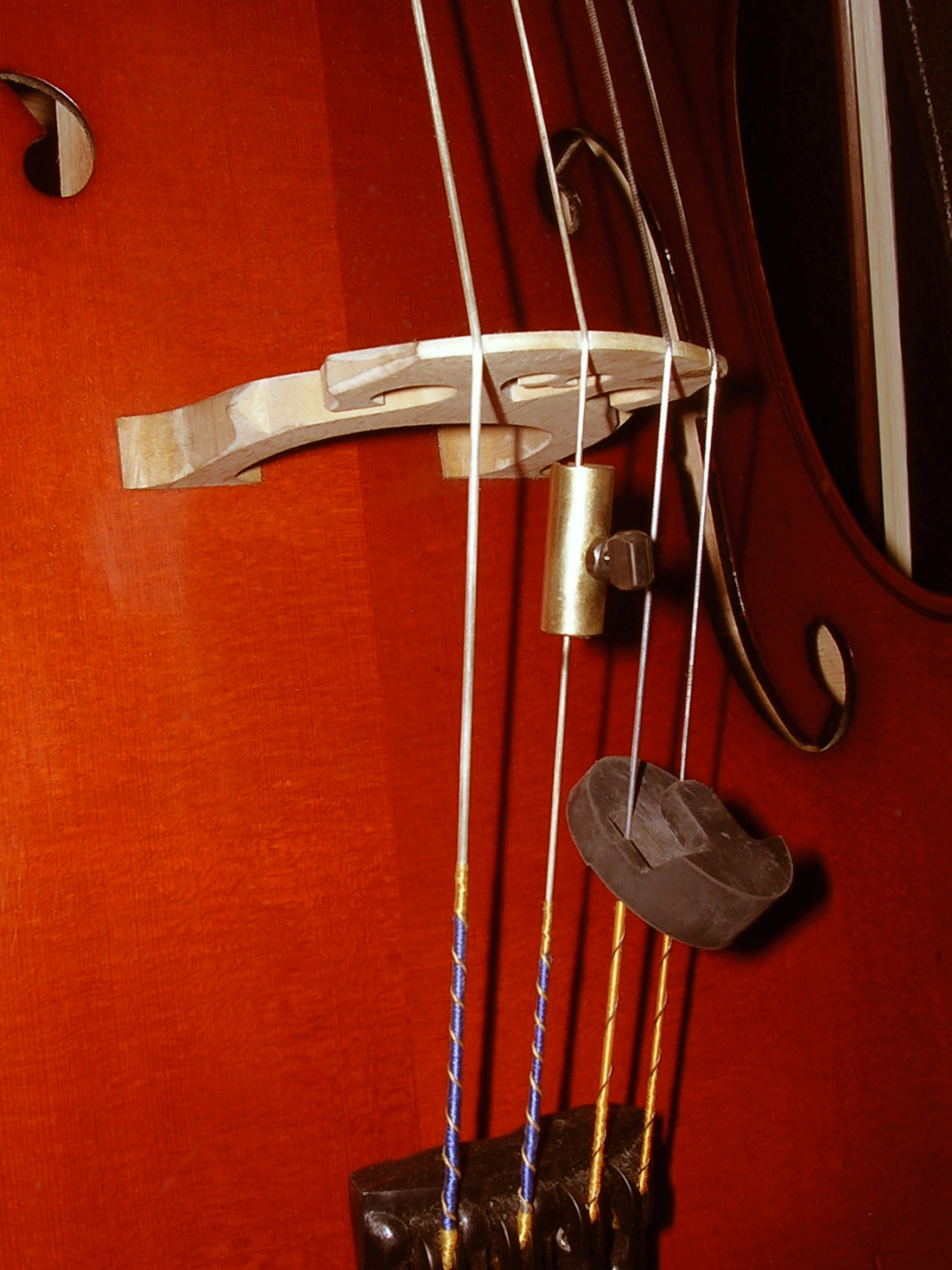
نمایی از یک‌حذف کنندهٔ صدای هریر از نوع فلز برنج که معمولاً روی سیم G (سیم دوم از سمت چپ) یک ویولن سل، بین پل و قسمت دُم قرار می‌گیرد. (قطعهٔ لاستیکی سیاه، روی رشته D (سوم از سمت چپ) خاموش است.)

صدای هریر (یا به انگلیسی: زوزه گرگ Wolf tone) در لغت به معنی صدای بانگ سگ از سرما می‌باشد و در سازها زمانی ایجاد می‌شود که بسامد یک نت با آستانه بسامد نوسان بدنهٔ ساز یا خرک یا شیطانک و در کل جاهایی ک با سیم در ارتباط است یکی باشد. این امر باعث می‌شود بین بسامد اصلی نت اجرا شده و بسامد جدید حاصله از مجموع نوسان ساز و نوسان سیم تداخل ایجاد شود و سیم گزگز کند.